# 埼玉県立朝霞西高等学校
埼玉県立朝霞西高等学校（さいたまけんりつ あさかにしこうとうがっこう）は、埼玉県朝霞市膝折にある公立高等学校。

## 概要
米軍のキャンプ朝霞（CAMP DRAKE）が日本に返還された跡地に整備された高校で、近くに陸上自衛隊の朝霞駐屯地がある。

同じく跡地に整備された朝霞中央公園や青葉台公園なども隣接した場所にある。
1年次は全員共通科目で、2・3年次に文系と理系に分かれる。
文化祭の名前でも使われている「しいのき」は本校のシンボルとなっている。昔、本校の敷地周辺は陸軍の被服廠 (ひふくしょう) とよばれる施設で、1943年（昭和18年）に被服廠で働いている人によって、防砂・防風林の目的で100本以上に及ぶ「椎の木」が植えられたことに由来している。本校のイメージキャラクターとして「しいのきしいちゃん」が2007年に誕生した。

## 沿革
- 1979年（昭和54年）4月1日 - 埼玉県立朝霞西高等学校開校
- 1980年（昭和55年）3月19日 - 五階建て普通教室棟竣工
- 1980年（昭和55年）5月16日 - 二階建て体育館竣工
- 1980年（昭和56年）1月8日 - 五階建て特別教室棟竣工
- 1985年（昭和61年）1月30日 - 西高ホール竣工

## 学科
- 普通科

## 学校行事
体育祭、しいのき祭（文化祭）、ロードレース大会、遠足、修学旅行、球技大会などがある。
ロードレース大会は2017年から会場が変更され、彩湖で実施し、男子15km・女子10km走る。

## 制服
2023年度の入学生から冬服が変更となった。

男子はブレザー、スラックス共にチャーコルグレー。女子は同色のブレザー、スカートかスラックスのどちらかを選べる。柄はチェック。

女子は男子同様のネクタイと、リボンが選べるようになった。なお、儀式時はネクタイ必須である。
夏服は男子が白のワイシャツにグレーのスラックス、女子は白のブラウスの上にグレーのベストを着用する。2022年度から白か紺の学校指定のポロシャツが儀式時以外の着用が認められた。

## 進路
卒業生の進路は、大学へ4割～5割、専門学校へ3割が進学している。

## 部活動
運動部17、文化部12、同好会1が活動している。
プールがないため、水泳部はない。武道系は剣道部のみで、柔道部はない。また、バレーボール部は2016年から男子も活動している。
吹奏楽部という名称の部はなく、同様の部は本校では音楽部として活動している。
運動部
- 野球部
- 硬式テニス部（男女）
- バスケットボール部（男女）
- 卓球部
- バドミントン部（男女）
- バレーボール部
- ダンス部
- ソフトボール部
- ラグビー部
- ソフトテニス部（男女）
- 陸上部
- サッカー部
- 剣道部

文化部
- 美術部
- 音楽部
- 茶道部
- ハンドメイド部
- 将棋部
- 漫画研究部
- 放送部
- 英語部
- 写真部
- ギター部
- 物理部
- 書道部

同好会
- 箏曲同好会

## 交通
駅から少し距離があるため、自転車通学が多い。
- 東武東上線「朝霞駅」南口より徒歩20分。
- 東武東上線「朝霞駅」より西武バス「大泉学園駅ゆき」に乗車し、国際興業バス朝霞循環線で「緑ヶ丘」バス停下車すぐ。
- 西武池袋線「大泉学園駅」より西武バス「朝霞駅ゆき」に乗車し、「緑ヶ丘」バス停下車すぐ。

## 著名な卒業生
- 井上健一 - 声優
- すしお - アニメーター、キャラクターデザイナー、TRIGGER所属
- 室井達彦 - ラグビー選手
- 山賀敦之 - ラグビー選手
- 溝口勇児 - 起業家
- ローバー美々 - タレント
- 尾上康代 - 女優、タレント
- 山中綾華 - ミュージシャン、元Mrs. GREEN APPLEドラマー
- 安斉奈緒美 - タレント、ファッションモデル、元PASSPO☆
- 新内眞衣 - 元乃木坂46メンバー
- 弓削勇人 - 坂戸市議会議員
- 望月ヘンリー海輝 - サッカー選手、サッカー日本代表